# Idiodes rhacodes
Idiodes rhacodes là một loài bướm đêm trong họ Geometridae.